# Elaeosticta seravschanica
Elaeosticta seravschanica là một loài thực vật có hoa trong họ Hoa tán. Loài này được Kljuykov & Pimenov mô tả khoa học đầu tiên năm 1979.